# Bart's Not Dead
Bart's Not Dead, titulado Bart no está muerto en Hispanoamérica y Bart no ha muerto en España, es el primer episodio de la trigésima temporada de la serie de televisión animada Los Simpson, y el episodio 640 de la serie en general. Se emitió en los Estados Unidos en Fox el 30 de septiembre de 2018. En este episodio, el hijo Bart Simpson finge una cura milagrosa y luego es abordado por un cineasta cristiano que quiere hacer una adaptación del evento y Bart se siente culpable por haber mentido. En Hispanoamérica, el capítulo se emitió como preestreno de la temporada 30, emitiéndose el miércoles 29 de mayo de 2019 con motivo de su conmemoración de su 30° aniversario. El capítulo fue estrenado oficialmente en Hispanoamérica el 2 de junio de 2019 y en España, el 15 de marzo de 2020.

## Argumento
Bart Simpson es retado por los bravucones de la escuela a  a tirar de la alarma de incendios, pero se niega. Al día siguiente, Marge está orgullosa de él, pero Homero le dice que acepte un reto como un hombre. En Echo Canyon, Nelson, Jimbo, Dolph y Kearney lo retarán a saltar de la presa, que Bart sí que acaba de encarar primero en el hormigón. Al terminar en el Springfield General Hospital, Bart se despierta y para no decepcionar a Marge crea una mentira de que vio el Cielo. Bart poco a poco se hace popular. Los productores de películas cristianas vienen a la casa para presentar a Homero y Bart la oportunidad de hacer una película sobre su experiencia. Homer y Ned Flanders se ven obligados a trabajar juntos en la película, incluyendo entrevistas con Emily Deschanel y Gal Gadot. La película comienza a grabar, y Bart comienza a preocuparse y a tener pesadillas. Termina en una pesadilla, donde se encuentra con Jesucristo. La película, titulada "Bart's Not Dead", finalmente se estrena, y es un éxito. Después, Bart finalmente se confiesa con Marge y Lisa Simpson. Homero y Ned donan el dinero recaudado a la caridad y todo está perdonado.

## Recepción
"Bart's Not Dead" obtuvo una puntuación de 1,4 con una participación de 5 y fue visto por 3,24 millones de personas, lo que lo convierte en el programa mejor valorado de la noche por Fox.
Dennis Perkins de The A.V. Club, le puso una B- al episodio, elogiándolo por su amabilidad, su escritura, "...The Simpsons podría tener mucho más corazón a medida que sus temporadas posteriores retumban sobre la base de conceptos más elevados, chistes menos imaginativos y referencias a la cultura pop".
Jesse Schdeen de IGN dio al episodio una clasificación de 7,2 puntos sobre 10, declarando que "'Bart's Not Dead' es uno de los mejores estrenos de la temporada para The Simpsons en los últimos años, sobre todo porque se conforma con contar una historia inteligente y divertida en lugar de confiar en trucos. No aprovecha al máximo su premisa, pero este episodio todavía ofrece una sátira mordaz de películas religiosas con fines de lucro y una fuerte visión de las relaciones de Bart con Homero y Lisa. Esperemos que este episodio sea una señal de lo que vendrá en la 30ª temporada".
Tony Sokol de Den of Geek le dio al episodio una clasificación de 3 de 5 puntos, diciendo. ""Bart's Not Dead" no es un episodio clásico, pero tiene todos los elementos clásicos. En el centro de la pieza hay una pelea por el alma de Bart. Puede que adore al diablo en público, pero cuando nadie está mirando, o en este caso cuando todo el mundo está mirando, Bart siempre estará del lado de su madre y su hermana. Y los jefes de la cadena Fox porque no podían dejar que se pasara completamente al lado oscuro. Eso es territorio de Homero. La película dentro del episodio distorsiona la manipulación de los hechos, a la vez que eleva el suspenso sobre por qué Bart y Homer no deberían salirse con la suya. Bart, interpretado por Jonathan Groff en la película cristiana, protesta demasiado, y demasiado específicamente. Parece que la película ya es una versión encubierta de algo que necesita pintura fresca. El episodio es un buen presagio para la temporada 30 porque, a pesar de que Los Simpson han tratado este tema en varias ocasiones, demuestran que no se van a relajar con la blasfemia casual. Después de treinta años, la serie se ha convertido en la autoridad. Los programas más recientes están tomando un nuevo terreno, pero los Simpson siguen rodando por algo menos que por la redención. Bart comienza el episodio como el chico que se negó a tomar un reto y lo termina dando un paso de más, pero tristemente da un paso atrás".